# Jonesborough
Jonesborough – miasto w Stanach Zjednoczonych, w stanie Tennessee, siedziba administracyjna hrabstwa Washington.